# Дункан (пролив)
Пролив Дункан — пролив в Индийском океане, шириной 50-55 км, разделяющий остров Рутланд, архипелага Большой Андаман, на севере и остров Малый Андаман, на юге. На западе пролив выходит в Бенгальский залив, на востоке в Андаманское море.
Несколько небольших островов пролегают вдоль всего пролива.
С севера на юг:
- Острова Пятерка, популярное место дайвинга; пролив Маннерс проходит между северным островом Пятерки и островом Рутланд
- Остров Прохода
- Сестры[2]
- Северный Брат[2]
- Южный Брат

Назван в честь капитана Дункана, прошедшего по проливу в 1760 году и ставшего, вероятно, первым европейцем, сделавшим это.